# Farkas Lídia
Farkas Lídia (Budapest, Erzsébetváros, 1910. március 21. – Budapest, 1985. január 1.) festőművész.

## Élete
Farkas Manó (1869–1945) nagykereskedő és Berger Irén gyermekeként született zsidó családban. Tanulmányait 1929 és 1934 között a Magyar Királyi Képzőművészeti Főiskolán végezte, ahol Glatz Oszkár növendéke volt. Festő-tanári oklevelet szerzett. Ezt követően az Izraelita Tanítóképző Intézet rajztanáraként dolgozott. 1957-től szerepelt csoportos kiállításokon. Elsősorban táj-, és városképeket, illetve csendéleteket festett. Festészetét jellemezte az impresszionizmusra emlékeztető oldott, festői ecsetkezelés.
Sógora Pohárnok Zoltán (1905–1976) festőművész volt.

## Kiállításai

### Egyéni kiállítások
- Kamarakiállítások, Budapest (1961, 1962)
- Aba Novák Terem, Szolnok (1974)
- Szinyei Merse Terem, Szekszárd (1977)
- Képcsarnok, Salgótarján (1980)
- Kisfaludi Strobl Terem, Zalaegerszeg (1982)